# Консультативный совет (Бахрейн)
Консультативный совет (араб. مجلس الشورى البحريني‎, Маджлис аль-Шура) — верхняя палата Национального собрания Бахрейна, главного законодательного органа Бахрейна.
В состав Совета входят сорок членов, назначаемых непосредственно королем Бахрейна. Сорок мест Консультативного совета вместе с сорок выборными членами Совета представителей образуют Национальное собрание Бахрейна. Все законы (за исключением «Королевских указов») должны приниматься обеими палатами Ассамблеи. После широко распространенного разочарования, что ни одна женщина не была избрана в нижнюю палату на всеобщих выборах 2002 года, четыре женщины были назначены в Консультативный совет.
Алесь Саманн вошла в историю арабского мира, 18 апреля 2004 года, когда она стала первой женщиной, председательствующей на сессии парламента Бахрейна. Би-би-си сообщила: «Случаи такого рода в арабском мире все чаще рассматриваются как признаки постепенного перехода к более открытым и демократическим обществам во всем регионе».
Критики утверждают, что правящая семья стремилась использовать назначенный Консультативный совет, чтобы гарантировать право вето на все законодательство. В состав совета входит Фейсал Фулад, активист, обвиняемый в скандале о незаконном получении ежемесячной стипендии BD500 (1 326 долларов США) и в разжигании межрелигиозной розни.
После политического примирения между правительством и оппозицией, возглавляемой шиитами-исламистами Аль-Вефак, пошли слухи о том, что правительство готовится назначить своих активистов в Консультативный совет. Хотя правительственные чиновники отрицали этот план, в сообщениях в прессе в апреле 2006 года утверждалось, что лидеры оппозиции получили заверения от посредника правительства о том, что некоторые из их знаковых фигур могут быть назначены в Совет. В докладе добавлено, что лидеры оппозиции «не приняли и не отклонили предложение, а обещали тщательно изучить его».
В правительство были назначены два члена Консультативного совета, обе женщины: доктор Нада Хаффад стала первым министром здравоохранения Бахрейна в 2004 году; второй женщиной, назначенной в кабинет министров, стала министр социальных дел Фатима Балуши, также ранее служившая в Совете.
Председатель Консультативного совета выступает в качестве председателя объединённого Национального собрания Бахрейна. Срок полномочий совета — четыре года.